# Marmon-Herrington CTLS
Le Marmon-Herrington Combat Light Tank (CTL) est une série de chars légers américains produits pour l'exportation au début de la Seconde Guerre mondiale mais aussi utilisés par l'United States Marine Corps et dans l'United States Army à petite échelle.
Le CTL est conduit par un équipage de deux personnes et il est armé de deux mitrailleuses M1919 de calibre .30 (7,62 mm) et d'une mitrailleuse Browning M2 de cal .50 (12,7 mm) et peut-être classé comme chenillette. Ils sont initialement conçus pour être des chars légers amphibies. Ils ont été rejetés par les Marines en 1939, mais après l'attaque de Pearl Harbor, ils ont été exportés et utilisés comme un char léger d'urgence.
Il sert surtout lors de la campagne des îles Aléoutiennes et lors de l'invasion des Indes orientales néerlandaises, même si un petit nombre est utilisé aux États-Unis comme chars de surveillance stationnés le long de la côte des États-Unis. Au total, environ 700 exemplaires sont produits et, bien qu'il soit déclaré obsolète par les Alliés en 1943, il est utilisé par l'armée indonésienne nouvellement créée après la fin de la Seconde Guerre mondiale et demeure en service en Indonésie jusqu'en 1949.

## Développement
Au milieu des années 1930, les Marines américains ont besoin d'un char léger qui peut être utilisé dans les opérations amphibies. Après des essais avec des chars amphibies Christie, Marmon-Herrington (en) produit un char léger et sans tourelle avec une mitrailleuse M2 de 13 mm et deux mitrailleuses M1919 de calibre 30 (7,62 mm). C'est le premier char léger dont la conception utilise les normes du corps des Marines. Il est conduit par un équipage de deux hommes, composé du conducteur et d'un artilleur. Le char dispose d'un blindage de 12,7 mm. Les trois mitrailleuses sont montées à l'avant du châssis. Il est désigné Combat Tank Light 3 (CTL-3).
Équipé d'une suspension avec bogie, le char mesure 3,51 m de long, 2,08 m de large et 2,11 m de haut pour une masse de 4 300 kg. Il est alimenté par un moteur à essence Lincoln V-12, Hercules 6 cylindres, fournissant 120 ch (89 kW). Il peut atteindre la vitesse de 53 km/h avec une autonomie de 201 km. Cinq prototypes sont produits en 1936 pour être testés et cinq autres en 1939. Les essais se poursuivent jusqu'en 1940, après quoi le corps des Marines le juge finalement obsolète pour cause de chenilles fragiles et d'un blindage faible, eux-mêmes conséquences du cahier des charges pour rendre le véhicules amphibie. Le corps des Marines réserve donc son utilisation pour l'entraînement.

## Service
Un petit nombre de CTLS est utilisé par la 1re compagnie de char et la 1re compagnie de reconnaissance du corps des Marines américains avant la guerre. Certains sont employés au Samoa occidental. Aucun de ces chars ne connaît l'action. Après l'attaque de Pearl Harbor, l'« Ordnance Committee » ordonne le transfert de quelques CTLS-4TAC et 4TAYs à l'United States Army et ils sont employés dans la campagne des îles Aléoutiennes. En vertu de l'« Ordnance Committee Minutes (OCM) 18526 », ces exemplaires sont désignés par la suite comme respectivement Light Tank T16 et Light Tank T14.
Un total de 628 chars CTMS sont commandés par l'Armée royale des Indes néerlandaises. Parmi ceux-ci, un petit nombre sont livrés à Java, juste à temps pour connaître le combat lors de l'invasion des Indes orientales néerlandaises par les Japonais au début de 1942. 149 unités sur les 628 chars commandés sont envoyés en Australie et utilisés pour la formation. 600 CTLS 4TAC et 4TAY sont livrés à la république de Chine sous prêt-bail après Pearl Harbor. Après la guerre, l'armée indonésienne utilise plusieurs véhicules hollandais capturés et les conserve en service jusqu'en 1949 au milieu de la Révolution nationale indonésienne.

## Variantes

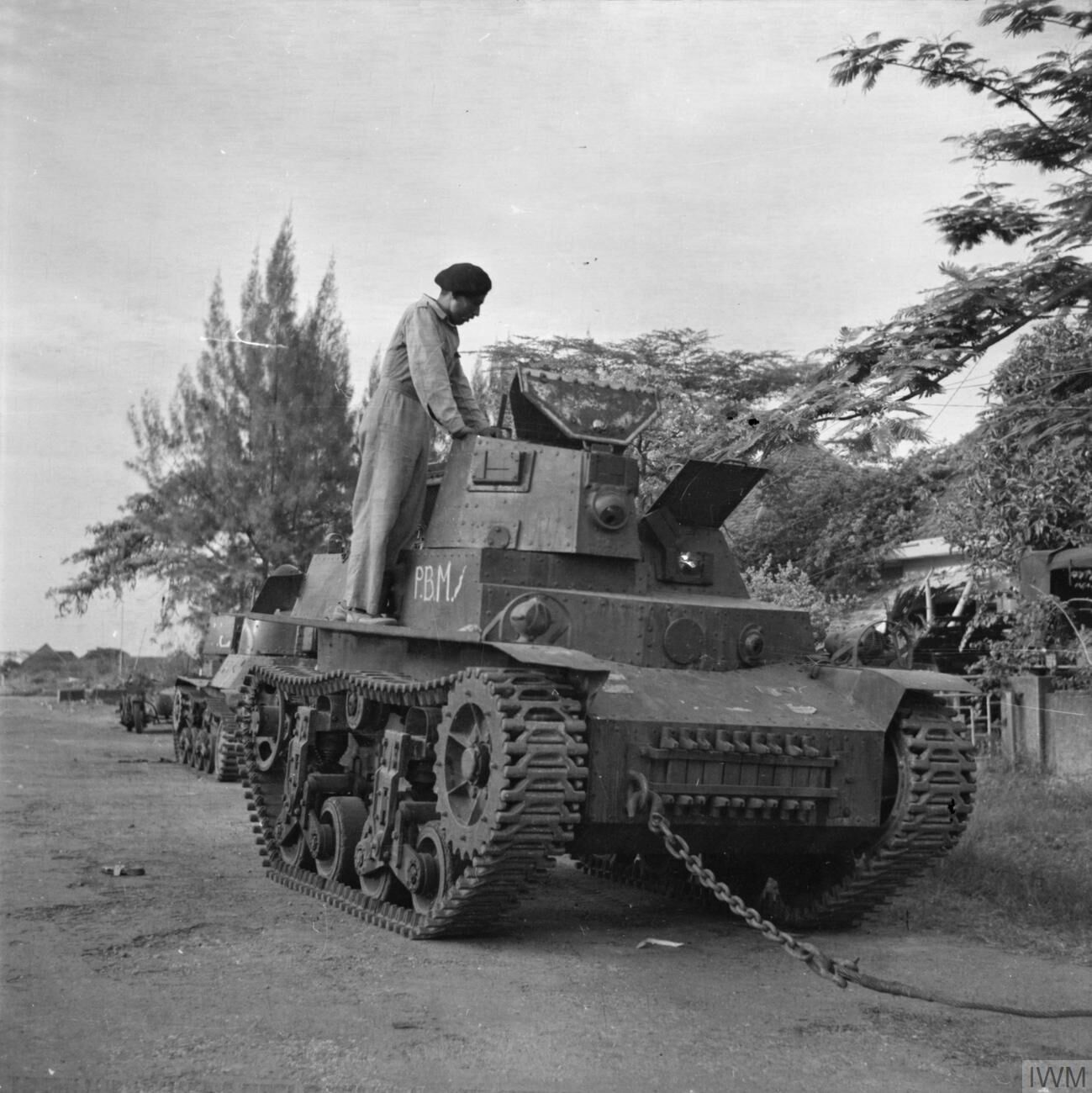
Un Marlin-Herrington CTLS endommagé à Surabaya en 1945.

### Projets développés
- CTL-1 - Conçu par Marmon-Herrington pour être expédié à l'armée polonaise, il est rejeté par cette dernière. Une seule unité est produite[1].
- CTL-2 - Un CTL-1 avec un blindage légèrement plus épais[1].
- CTL-3 - Un char prototype équipé d'une mitrailleuse M2 Browning de 12,7 mm et de deux mitrailleuses M1919 de 12,7 mm. Cinq sont produits en 1936 et cinq autres en 1939. Tous sont améliorés vers la version CTL-3M en 1941[1]. Deux pelotons de chars reçoivent le CTL-3. Tous les véhicules sont mis au rebut en 1943[2],[8].
- CTL-3A - Une version améliorée du CTL-3. La seule différence est l'amélioration de la suspension[8].
- CTL-3M - Une version améliorée du CTL-3. Tous les CTL-3 sont améliorés vers cette norme en 1941[1].
- CTL-3TBD - Une version de la CTL-3, avec les chenilles et la suspension améliorées et l'ajout d'une mitrailleuse M2. Les deux mitrailleuses M2 sont montées sur une tourelle. Seulement cinq unités sont produites et toutes sont mises au rebut au Samoa en 1943[2].
- CTLS-4TAC - Conçu pour l'exportation sous prêt-bail, un total de 420 unités est produit, initialement destiné à la Chine. Six cents 4TAC et 4TAY sont envoyés en Chine après Pearl Harbor[7]. Les 240 autres sont dispersés pour des situations d'urgence, comme en Alaska. Le blindage est doublé et l'armement consiste en trois mitrailleuses de 7,62 mm, dont l'une est montée sur une tourelle à manivelle de 240°. Les CTLS-4TAC sont nommés Light Tank T16. Tous les véhicules sont mis au rebut en 1943[4].
- CTLS-4TAY - Un CTLS-4TAC avec le conducteur et la tourelle positionnés sur le côté gauche de la coque ; 420 sont produits[7].
- CTL-6 - Le CTL-6 est une version améliorée du CTL-3. Les seules différences sont de meilleures chenilles et suspensions. Seulement 20 sont produits. Ils servent dans deux pelotons de chars, qui sont envoyés à Samoa. Tous sont mis au rebut en 1943[2].

### Projets abandonnées
Deux autres concepts de chars sont développés par Marmon-Herrington en lien direct avec le CTLS. Ils sont tous deux destinés à être expédiés aux Néerlandais, mais ils sont considérés obsolètes par l'Ordnance Department (en) avant même la fin de leur développement.
Le projet CTMS-1TB1 est lancé en 1941 pour produire un char léger conduit par trois hommes pour l'armée néerlandaise (en). Il est armé d'un canon automatique de 37 mm  et d'une mitrailleuse coaxiale M1919. 600 unités devaient être développées et envoyées pour aider les Hollandais lors de la campagne néerlandaise des Indes orientales. Cependant, la campagne se termina trop tôt pour que les prototypes soient envoyés. Le projet est par la suite repris par le Département d'artillerie et testé à Aberdeen Proving Ground au début de 1943. Mais d'autres chars légers plus robustes sont déjà en production à cette époque, les prototypes sont donc rejetés par l'armée en mai 1943.
Le projet MTLS-1G14 est lancé en même temps que le CTMS-1TB1 pour produire un char moyen de quatre hommes pour l'armée néerlandaise. Il est armé de deux canons automatiques de 37 mm et de cinq mitrailleuses M1919, dont trois montées sur la coque, l'une montée de manière coaxiale et l'autre montée sur le dessus de la tourelle. Les plaques de blindage sont boulonnées et mesurent entre 13 et 38 mm. La conception est rapidement reprise par l'Ordnance Department (en) et testée à Aberdeen en avril 1943, mais elle est finalement rejetée par l'armée américaine parce qu'il y a déjà de meilleurs chars moyens en production, notamment le M4 Sherman.